# Lolassonn Djouhan
Lolassonn Djouhan (* 18. Mai 1991 in Montargis) ist ein französischer Leichtathlet, der sich auf den Diskuswurf spezialisiert hat.

## Sportliche Laufbahn
Lolassonn Djouhan sammelte 2009 erste internationale Wettkampferfahrung in den Wurfdisziplinen Diskus und Kugelstoßen. Im Diskuswurf war er für die U20-Europameisterschaften qualifiziert, bei denen er im Juli in Serbien an den Start ging. Mit einer Weite von 51,77 m verpasste er dabei den Einzug in das Finale. 2010 gewann er im Februar die Silbermedaille im Kugelstoßen bei den Französische U20-Hallenmeisterschaften. Im Mai erzielte er im Diskuswurf seine Saisonbestleistung von 56,03 m mit dem Erwachsenwurfgewicht von 2 kg. Anschließend qualifizierte er sich für die U20-Weltmeisterschaften im kanadischen Moncton. Dort trat er im Juli in der Qualifikation an, wobei er mit 44,83 m seine mit Abstand schlechteste Saisonleistung darbot und damit ohne Chancen auf das Finale vorzeitig ausschied. Insgesamt belegte er den letzten Platz derer, die eine gültige Weite zustande brachten. 2011 qualifizierte er sich in der höheren Altersklasse für die U23-Europameisterschaften in Ostrava. In der Qualifikation kam er auf 53,54 m, womit er als 13. seiner Gruppe den Einzug in das Finale verpasste. Eine Woche nach den Europameisterschaften siegte er zunächst bei den nationalen U23-Meisterschaften und gewann anschließend eine weitere Woche später die Bronzemedaille bei den Französischen Meisterschaften mit neuer Bestleistung von 57,66 m.
2012 siegte Djouhan im Juni zum ersten Mal bei den Französischen Meisterschaften. Anfang Juli übertraf er in Bottrop zum ersten Mal die Marke von 60 Metern und steigerte seine Bestleistung auf 60,05 m. 2013 folgte im März eine weitere Verbesserung bis auf 61,70 m. Im Juli nahm er in Tampere zum zweiten Mal an den U23-Europameisterschaften teil. Diesmal gelang es ihm in das Finale einzuziehen, das er mit 56,98 m auf dem zehnten Platz beendete. In den nächsten beiden Jahren konnte er sich zunächst nicht verbessern und verpasste damit auch die Teilnahme an den großen internationalen Meisterschaften. 2016 meldete er sich Anfang Juni mit einem Wurf auf 61,95 m zurück und verbesserte seine Bestweite zunächst leicht. Ende des Monats konnte er einen weiteren nationalen Meistertitel gewinnen. 2017 warf er den Diskus Ende April auf eine Weite von 65,10 m und qualifizierte sich damit für die Weltmeisterschaften in London und damit zum ersten Mal für internationale Meisterschaften im Erwachsenenbereich. Im Laufe der Saison kam er mehrere Male in die Nähe seiner neuen Bestleistung. Ausgerechnet im letzten Wettkampf vor den Weltmeisterschaften, den Französischen Meisterschaften, zeigte er sein schlechtestes Saisonergebnis und kam damit nicht über Platz 9 hinaus. Rechtzeitig fing er sich im August bei den Weltmeisterschaften dann wieder. In der Qualifikation brachte er es auf 63,21 m und verpasste damit als Sechster seiner Gruppe den Einzug in das Finale nur knapp, da er im Endresultat den 13. Platz belegte. 2018 trat Djouhan in Berlin zum ersten Mal bei den Europameisterschaften an. Dabei gelang es ihm in das Finale einzuziehen, das er mit 61,89 m als Zehnter beendete.
In den nächsten beiden Jahren kam Djouhan zunächst nicht mehr in die Nähe seiner Bestleistung aus dem Jahr 2017. Erst 2021 zeigte er wieder verbesserte Leistungen und schaffte es Anfang Juni mit einem Wurf auf 66,66 m sich für die Olympischen Sommerspiele in Tokio zu qualifizieren und erfüllte sich damit seinen größten sportlichen Traum. In Tokio blieb er Ende Juli allerdings deutlich hinter seiner Bestleistung zurück und verpasste den Einzug in das Finale der zwölf besten Werfer. 2024 verpasste er auch bei den anschließenden Spielen in seiner französischen Heimat den Finaleinzug.
2025 stellte Djouhan im Juni mit einer Weite von 70,25 m einen neuen französischen Nationalrekord auf. Zuvor war es bis dahin keinem französischem Athleten gelungen, die 70-Meter-Marke zu übertreffen. Zudem gelang ihm damit die Qualifikation für die Weltmeisterschaften in Tokio im September.
Lolassonn Djouhan gewann im Laufe seiner Leichtathletikkarriere bislang insgesamt neun nationale Meistertitel (2012, 2014–2016, 2018–2020, 2022, 2024).

## Wichtige Wettbewerbe
| Jahr                   | Veranstaltung             | Ort                    | Platz                  | Disziplin              | Weite                  |
| Startet für Frankreich | Startet für Frankreich    | Startet für Frankreich | Startet für Frankreich | Startet für Frankreich | Startet für Frankreich |
| ---------------------- | ------------------------- | ---------------------- | ---------------------- | ---------------------- | ---------------------- |
| 2009                   | U20-Europameisterschaften | Novi Sad               | 10. (Qualifikation)    | Diskuswurf (1,75 kg)   | 51,77 m                |
| 2010                   | U20-Weltmeisterschaften   | Moncton                | 33.                    | Diskuswurf (1,75 kg)   | 44,83 m                |
| 2011                   | U23-Europameisterschaften | Ostrava                | 13. (Qualifikation)    | Diskuswurf             | 53,54 m                |
| 2013                   | U23-Europameisterschaften | Tampere                | 10.                    | Diskuswurf             | 56,98 m                |
| 2017                   | Weltmeisterschaften       | London                 | 13.                    | Diskuswurf             | 63,21 m                |
| 2018                   | Europameisterschaften     | Berlin                 | 10.                    | Diskuswurf             | 61,89 m                |
| 2021                   | Olympische Sommerspiele   | Tokio                  | 21.                    | Diskuswurf             | 60,74 m                |
| 2024                   | Olympische Sommerspiele   | Paris                  | 19.                    | Diskuswurf             | 61,93 m                |

## Leistungsentwicklung
- 2010: 56,03 m
- 2011: 57,66 m
- 2012: 60,05 m
- 2013: 61,70 m
- 2016: 61,95 m
- 2017: 65,10 m
- 2021: 66,66 m
- 2025: 70,25 m; (französischer Rekord)